# Rozsocha (Ucraina)
Rozsocha (anche traslitterata in Rossokha, Rossoha, Rossocha o Rassorva) (in ucraino Розсоха?, in russo Рассоха?, Rassocha) è un ex comune ucraino. 
È il luogo scelto dopo l'incidente nucleare di Černobyl' per depositare la maggior parte dei veicoli militari e paramilitari contaminati (e tuttora molto radioattivi) usati per far fronte all'emergenza. Vi si possono trovare principalmente elicotteri militari, autopompe e ambulanze.
Un grave problema, negli anni dopo la catastrofe, sono stati i furti di motori e parti meccaniche a scopo di rivendita illegale, questo non solo è un reato ma ha significato la dispersione incontrollata di materiale radioattivo di cui tuttora non si conosce la destinazione.
Per far fronte ai problemi, dal mese di aprile 2008 il governo ucraino ha proibito totalmente l'accesso all'area ai turisti data l'attività radioattiva ancora troppo elevata.
A seguito di questa decisione la maggior parte dei veicoli sono stati spostati in altre zone meno raggiungibili ed una parte, ancora eccessivamente pericolosa, è stata interrata.
Nonostante l'intervento di rimozione la zona è ancora molto pericolosa e fonti non ufficiali parlano di livelli di radiazioni di oltre 300 mSv/h.